# Rich Robinson
Richard „Rich“ Robinson (* 24. Mai 1969 in Atlanta, Georgia) ist ein US-amerikanischer Musiker, der vor allem als Gitarrist der Rockband The Black Crowes bekannt wurde, die er gemeinsam mit seinem Bruder Chris Robinson 1984 formierte. 

## Leben
Rich und Chris Robinson besuchten die Walton High School in Marietta, Georgia und gründeten die Band „Mr. Crowes Garden“ nach einem bekannten Kindermärchen. 1990 gelang ihnen mit ihrem Debütalbum Shake your moneymaker ein weltweiter Erfolg. Mit dem Nachfolger The southern harmony and musical companion nahmen sie ein weiteres erfolgreiches Album auf, auf dem sie – im Gegensatz zum eher straighten Rock der ersten Veröffentlichung – ihren Stil mehr in Richtung Rock, Blues und Soul veränderten.
Nach verschiedenen Umbesetzungen der Band und kommerziell nicht mehr so erfolgreichen Alben trennte sich die Gruppe Ende 2001 / Anfang 2002 auf unbestimmte Zeit. Auf der Website wurde dies als „Hiatus“ bezeichnet. 2002 war er für die Musik des Films Highway verantwortlich.
Nachdem Robinson einige Zeit mit seiner Familie und privaten Problemen, die sich zu dieser Zeit häuften, verbracht hatte und er die musikalische Pause auch dazu nutzte, sein Interesse an Malerei als zweite kreative Seite zu verwirklichen, formierte er eine neue Band: Hookah Brown. Diese zerbrach aber trotz Tour vor einer offiziellen Veröffentlichung, wobei eine Rolle spielte, dass Robinson nach seinen Erfahrungen mit den Black Crowes keinen Grund sah, sich wieder mit den Kompromissen und Problemen einer Band zu beschäftigen. Aus dieser Zeit stammen einige Songfragmente, die 2004 auf dem anschließend von Robinson aufgenommenen Soloalbum Paper, das aber vor allem neue Songs enthält, erschienen. Hier trat er zum ersten Mal auch als Sänger in Erscheinung.
Im März 2005 gingen die Black Crowes dann wieder zusammen auf Tour. Es folgten mehrere neue Alben- bzw. DVD-Veröffentlichungen.
Im Oktober 2011 erschien sein zweites Soloalbum Through a crooked sun, auf dem verschiedene Gastmusiker, wie z. B. Warren Haynes, bei den Aufnahmen mitwirkten. Im Rahmen einer Europatournee für dieses Album kam er auch für mehrere Konzerte Anfang 2012 nach Deutschland. Zuvor wurde noch die EP Llama Blues, die vier Lieder enthält, als Download wiederveröffentlicht. Es erschien außerdem noch eine weitere Edition von Through a crooked sun, die alle vier Lieder der EP als Bonustracks enthält. Wie schon im Titel Llama Blues angedeutet, ist die EP sehr blueslastig, resultierend aus einer Vielzahl an Slidegitarren, Mundharmonika und Gesang, der über ein Mundharmonikamikrofon aufgenommen wurde. Auf keiner anderen Aufnahme geht Robinson so sehr in Richtung schwarzer, elektrischer Blues. 
Steve Molitz, der als Keyboarder u. a. von Particle und seiner Zusammenarbeit mit G.Love oder auch Phil Lesh & Friends bekannt ist, hat nicht nur am Album Through A Crooked Sun mitgewirkt, sondern zählt inzwischen wohl auch zur festen Liveformation der Begleitband, die sich Crooked Sun nennt. Molitz ist auch seit 2002 mit dem Doors-Gitarristen Robbie Krieger befreundet, mit dem er ein eigenes Bandprojekt, The Roadhouse Rebels, verfolgt. Robinson stieg 2012 für einige Konzerte mit in die Gruppe ein. Im August 2012 erschien das Album Flesh and Blood von Sandi Thom, das Robinson produzierte. Bei den Aufnahmen wirkten auch auf mehreren Liedern Audley Freed und Steve Gorman mit, beide bekannt von ihrer Arbeit mit den Black Crowes.
Wegen des Hurrikans Sandy überflutete der Hudson River im Herbst 2012 die bandeigene Lagerhalle der Black Crowes, so dass Robinson einen Großteil seines Equipments verlor. Nur einige wenige Gitarren konnten wieder restauriert werden.
Im September 2013 verstarb Robinsons Vater Stan, der ihn zum Gitarrespielen gebracht hatte.
Mit The Ceaseless Sight veröffentlichte Robinson im Sommer 2014 sein drittes Studioalbum. Es wurde in den Applehead Studios in Woodstock aufgenommen, in denen zeitweise Rick Danko von The Band gelebt hatte. Der Klang des Albums ist akustischer gehalten als auf Through a Crooked Sun. Robinson verwendete hier nach eigenen Angaben bis zu 15 verschiedene Gitarrenstimmungen, etliche davon offene Stimmungen. Bei den Aufnahmen mitgewirkt haben neben seinem langjährigen Weggefährten Joe Magistro am Schlagzeug nur Marco Benvento für die Tasteninstrumente und für einige Backing Vocals Amy Helm, die Tochter des The-Band-Schlagzeugers Levon Helm. Robinson schloss in einem PR-Interview für das Album eine erneute Zusammenarbeit mit seinem Bruder kategorisch aus.
Ebenfalls Mitte 2014 erschien ein Signature-Modell der Gitarrenfirma Gibson. Es ist ein detailgetreuer Nachbau von Robinsons ’63er Gibson ES-335.
Im November 2014 veröffentlichte Robinson mit The Woodstock Sessions Vol.3 ein weiteres Album. Es wurde am 31. Mai und 1. Juni 2014 wie der Vorgänger in den Applehead Studios in Woodstock live vor Publikum aufgenommen. Es erschien beim Label Woodstock Sessions und enthält Lieder der vorangegangenen Studioalben sowie jeweils ein Coverstück der Rockband The Velvet Underground, von der deutschen Krautrockband Agitation Free und dem im Soul-Jazz tätigen Vibraphonisten Freddie McCoy.
Im Januar 2015 bestätigte Robinson abermals in einem Interview mit dem Rolling Stone die Auflösung der Black Crowes.
Im Sommer 2016 ersetzte er Mick Ralphs bei Bad Company auf deren US-Tour.

## Diskografie

### Chris & Rich Robinson
- 2007: Brothers of a Feather: Live at the Roxy

### Soloalben
- 2004: Paper
- 2004: Live at the Knitting Factory
- 2011: Through a Crooked Sun
- 2011: Llama Blues (EP)
- 2014: The Ceaseless Sight
- 2014: The Woodstock Sessions Vol.3
- 2016: Flux